# Chlorion mirandum
Chlorion mirandum là một loài côn trùng cánh màng trong họ Sphecidae, thuộc chi Chlorion. Loài này được Kohl miêu tả khoa học đầu tiên năm 1890.